# Гопендрараджа
Гопендрараджа (гінді गोपेंद्रराज; д/н — 784) — 7-й нріпа Сакамбхарі бл. 771—784 роках. Він також відомий як Гопендрака.

## Життєпис
Походив з раджпутського клану Чаухан. Син нріпи Віґрахараджи I. Посів трон близько 771 року після смерті брата Чандрараджи I. Продовжив протистояння Гуджара-Пратіхарам та арбським валі (намісникам) Сінду. Хроніка «Прабандхакоша» стверджує, що Гопендрараджа переміг якогось султана-бека Варішу. Припускають, що той був арабським полководцем, що здійсннив напад на володіння Чаухан.
Помер близько 784 року. Йому спадкував небіж Дурлабхараджа I.